# Spectacular!
Pour plus de détails, voir Fiche technique et Distribution.
Spectacular! est un téléfilm musical américano-canadien réalisé par Robert Iscove, diffusé en 2009.

## Synopsis
Nikko, un chanteur vedette largué par son groupe et par sa petite amie, rencontre Courtney qui lui propose d'intégrer sa troupe « Spectacular », en vue d'une compétition qu'elle espère remporter grâce à lui. Peu adepte des comédies musicales, il refuse pour se consacrer à sa carrière solo, mais va changer d'avis et relever le défi aux côtés d'elle et son groupe.

## Fiche technique
- Titre original : Spectacular!
- Réalisation : Robert Iscove
- Scénario : Jim Kreig
- Direction artistique : Shannon Grover
- Décors : Brent Thomas
- Costumes : Angus Strathie
- Photographie : David Moxness
- Montage : Casey O. Rohrs
- Musique : Michael Wandmacher
- Production : Lauren Levine, Scott McAboy et Jessica Rhoades
- Société de production : Nickelodeon Movies
- Société de distribution : Nickelodeon Original Movie
- Pays d'origine : États-Unis, Canada
- Langue originale : anglais
- Format : couleur — 1.78 : 1
- Genre : comédie musicale
- Durée : 93 minutes
- Dates de diffusion :
  -  États-Unis : 16 février 2009 sur Nickelodeon
  -  Canada : 8 mai 2009 sur YTV[1]
  -  France : 31 octobre 2012 sur M6

## Distribution
- Tammin Sursok (VF : Adeline Chetail)  : Courtney Lane
- Nolan Gerard Funk (VF : Pascal Nowak) : Nikko Alexander
- Simon Curtis : Royce Dulac
- Victoria Justice (VF : Marie Zidi) : Tammi
- Greg Germann : Mr Romano / Joey Rome
- Shannon Chan-Kent : Janet
- Venus Terzo : Marion Lane
- Andrea Lewis (VF : Pauline De Meurville) : Robin
- Jesse Moss : Nils
- Britt Irvin : Amy
- Harris Allan : Eric
- Avan Jogia (VF : Nathanel Alimi)  : Tajid
- Chrisyopher Jacot : Stavros Alexander
- Venus Terzo : Marion
- Troy Hatt : Swanee Boy
- Rukiya Bernard : Receptionist
- Matthew Bennett : Rich Dickenson
- Jesse Moss : Nils
- Anthony St. John : Anthony Gage

## Production
Spectacular! a entièrement été filmé à Vancouver dans la Colombie-Britannique au Canada.
Diffusé pour la première fois le 16 février 2009 sur Nickelodeon aux États-Unis, attirant 3 700 000 téléspectateurs.

## Titres musicaux
- Nikko : Don't Tell Me
- Spectacular avec Madison :  Eye of the Tiger (chanson de Survivor)
- Ta-da : Things We Do for Love
- Nikko : Break My Heart
- Courtney : Dance With Me
- Ta-da : Lonely Love Song
- Tous les membres de Spectacular, sauf Courtney et Madison : Your Own Way
- Nikko et Courtney : For the First Time
- Courtney : Just Freak
- Ta-da : On the Wings of a Dream
- Spectacular : Something to Believe in
- Spectacular, Flux (sans Amy) et le professeur Romano : Everything Can Change